# 94P/Russell
94P/Russell (również Russell 4) – kometa krótkookresowa należąca do grupy komet typu Enckego.

## Odkrycie i nazwa
Kometę tę odkrył astronom Kenneth S. Russell 7 marca 1984 roku w Obserwatorium Siding Spring. W nazwie znajduje się nazwisko odkrywcy.

## Orbita komety
Orbita komety 94P/Russell ma kształt elipsy o mimośrodzie 0,36. Jej peryhelium znajduje się w odległości 2,23 j.a., aphelium zaś 4,79 j.a. od Słońca. Jej okres obiegu wokół Słońca wynosi 6,57 roku, nachylenie do ekliptyki to wartość 6,19˚.

## Właściwości fizyczne
Jądro komety 94P/Russell ma średnicę ok. 5,2 km. Jego jasność absolutna to 15,0m.